# تشارلز ويلبرت سنو
تشارلز ويلبرت سنو هو سياسي أمريكي، ولد في 6 أبريل 1884 في Whitehead Island ‏ في الولايات المتحدة، وتوفي في 28 سبتمبر 1977 في Spruce Head, Maine ‏ في الولايات المتحدة. نشط حزبياً في الحزب الديمقراطي. وقد انتخب حاكم كونيتيكت ‏ (27 ديسمبر 1946 – 8 يناير 1947).